# Andrés Navarte
Andrés Narvarte Pimentel (ur. 1781 w La Guaira, zm. 31 marca 1853 w Caracas) – polityk i prawnik z Wenezueli. Trzykrotnie sprawował funkcję tymczasowego prezydenta kraju (1835, 1836-37, 1842). Kilka razy pełnił funkcję wiceprezydenta (1833-37). Był jednym z najwierniejszych stronników José Antonio Páez.

## Początki
W 1804 ukończył studia prawnicze w Caracas. W 1810 roku przyłączył się do ruchu o wyzwolenie Wenezueli, Bolivara. W latach 1813 i 1814 był gubernatorem prowincji Trujillo. W obliczu klęski II Republiki wyemigrował na wyspę Świętego Tomasza. Powrócił około 1819 roku a dwa lata później został mianowany przez Bolivara na stanowisko Głównego Kwatermistrza (Intendente general de Venezuela). W 1830 został deputowanym do Kongresu Konstytucyjnego. Przeszedł do historii zażartą obroną przeciwników politycznych w Kongresie. W roku 1830 przy okazji dyskusji o dekrecie dotyczącym postępowania z zamieszanymi w zamach na Bolivara (25 września 1828), zaproponował ułaskawienie dla ludzi, którzy brali udział w tych wydarzeniach. Prosił również o łaskę dla wszystkich, którzy byli prześladowani i wydaleni za swoje poglądy polityczne. Nie uzyskał co prawda zgody, ale zdobył wielki szacunek. W 1831 piastował urząd Ministra Spraw Wewnętrznych i Sprawiedliwości. Od 1833 do 1837 był wiceprezydentem.

## Prezydentury
W 1835 pod koniec kadencji prezydenta José Antonio Páeza objął urząd prezydencki i sprawował go przez miesiąc do inauguracji prezydentury José María Vargasa. Vargas zachował go na stanowisku swojego zastępcy. W czerwcu w wyniku rewolucji (Revolución de las Reformas) wojsko obaliło prezydenta Vargasa. Narvarte razem z nim został deportowany z kraju na wyspę Świętego Tomasza. Po upadku rewolucji wrócił na stanowisko wiceprezydenta.
24 kwietnia 1836 roku Narvarte znowu musiał przejąć przewodnictwo w kraju, w związku z rezygnacją prezydenta Vargasa. Pełnił obowiązki Prezydenta Republiki do 20 stycznia 1837, kiedy to został zastąpiony przez generała José María Carreño.
W 1842 roku został wybrany wiceprezydentem rady rządowej (Consejo de Gobierno), aby już w marcu tego samego roku ponownie zająć fotel głowy państwa. Powodem był wyjazd prezydenta Páeza do swoich majątków ziemskich, a także nieobecność jego zastępców. Ta prezydentura była bardzo krótka, ale znacząca. Narvarte zdołał wydać dwa dekrety. Ustanowił podatek od destylacji napojów alkoholowych i uchwalił budżet 160 tysięcy pesos na poprawę infrastruktury kolejowej i drogowej.

## Ostatnie lata
W 1847 roku w wyniku upadku konserwatywnej oligarchii Paeza i jego konfrontacji z José Tadeo Monagasem, Narvarte wycofał się z polityki. Zmarł w Caracas 31 marca 1853 roku, w wieku 72 lat.
W 1993 roku Carlos Rodriguez Ganteaume wydał o nim książkę pod tytułem „Navarte: Un Presidente Totalmente Olvidado" („Navarte: Całkowicie zapomniany prezydent”).